# Hornow-Wadelsdorf
Hornow-Wadelsdorf is een dorp en voormalige  gemeente in de Duitse deelstaat Brandenburg. Het is sinds 2016 deel van de stad Spremberg in het Landkreis Spree-Neiße.
Hornow-Wadelsdorf telt  680 inwoners.